# 義演 (曹洞宗)
義演（ぎえん、？ - 正和3年10月26日（1314年12月4日））は鎌倉時代後期の曹洞宗の僧侶。永平寺4世。

## 略歴
出身地は不詳。越前国波著寺にて日本達磨宗の懐鑑に就いて出家、常に生死の問題に悩んで修行に励んだため、師の鍾愛を受けた。1241年（仁治2年）に懐鑑と共に山城国深草興聖寺の道元の下に参じた。以後道元に師事した。道元の言行などを収めた『永平広録』の編纂に関わった。
道元の没後は孤雲懐奘に師事した。永平寺の後継を巡って徹通義介との間で三代相論と呼ばれる内紛が起こった。大衆に推される形で永平寺に入ってこれを継承した。
晩年は報恩寺に隠棲した。